# アレクセイ・ウルマノフ
アレクセイ・エヴゲーニエヴィチ・ウルマノフ（ロシア語: Алексе́й Евге́ньевич Урма́нов、1973年11月17日 - ）は、ロシア（旧ソビエト連邦）レニングラード出身の男性フィギュアスケート選手で現在はフィギュアスケートコーチ兼国際スケート連盟公式技術審判員。1994年リレハンメルオリンピック金メダリスト。ロシア語読みでは「ウルマーナフ」に近い。

## 経歴
ソビエト連邦のレニングラードに生まれた。1989-1990年シーズン、ソビエト連邦代表として初出場の世界ジュニア選手権で2位となる。翌1990-1991年シーズンからはシニアクラスに転向し、欧州選手権および世界選手権に出場を果たした。ソビエト連邦崩壊後はロシアに所属することになる。
1992年アルベールビルオリンピックには、旧ソビエト連邦を中心とした合同チームの独立国家共同体代表として出場したが5位入賞に留まった。
1993年世界フィギュアスケート選手権で最高位の3位となり、2度目の出場となった1994年リレハンメルオリンピックにはロシア代表として出場し、ショートプログラムおよびフリースケーティングで1位となり金メダルを獲得した。
1995-1996年シーズンからはISUグランプリシリーズ（当時の名称はチャンピオンシリーズ）に参戦。チャンピオンシリーズファイナルで優勝し初代王者となった。翌1996-1997年シーズン、1997年欧州選手権で初優勝を飾る。同年の世界選手権では予選、ショートプログラムともに1位スタートとなったが、ケガによりフリースケーティングを棄権。世界チャンピオン獲得はならず、長野オリンピックを控えた1997-1998年シーズンを棒に振ることになった。
1998-1999年シーズン、ケガから復帰し競技会に戻ったもののシーズン終了後にアマチュアを引退。プロに転向しアイスショーなどで長らく活動。のちにフィギュアスケートコーチに転進し、現在は国際スケート連盟の公式技術審判員に就任した。

## コーチ業
ウルマノフは現在、ソチのアイスバーグ・スケート・パレスでコーチとして活動している。
指導実績のある選手は以下の通りである。
過去に指導してきた選手
- セルゲイ・ボロノフ
- ノダリー・マイスラーゼ
- ジャン・ブシュ
- ゴルジェイ・ゴルシュコフ
- ニコル・ゴスヴィアニ
- ポリーナ・アガフォノワ
- アナスタシヤ・グバノワ
- デニス・ヴァシリエフス
- ユリア・リプニツカヤ

## 主な戦績
| 大会/年              | 1989-90 | 1990-91 | 1991-92 | 1992-93 | 1993-94 | 1994-95 | 1995-96 | 1996-97 | 1998-99 |
| -------------------- | ------- | ------- | ------- | ------- | ------- | ------- | ------- | ------- | ------- |
| オリンピック         |         |         | 5       |         | 1       |         |         |         |         |
| 世界選手権           |         | 8       | 8       | 3       | 4       | 4       | 5       | 棄権    | 5       |
| 欧州選手権           |         | 6       | 3       | 5       | 3       | 2       |         | 1       | 3       |
| ロシア選手権         |         |         |         | 1       | 1       | 1       | 1       | 2       | 3       |
| ソビエト選手権       |         | 3       | 1       |         |         |         |         |         |         |
| GPファイナル         |         |         |         |         |         |         | 1       | 3       | 2       |
| GPスケートアメリカ   |         |         |         |         | 3       |         |         | 2       | 3       |
| GPスケートカナダ     |         |         |         |         |         |         | 1       |         |         |
| GPボフロスト杯       |         |         |         | 2       |         |         | 2       | 1       |         |
| GPエリック杯         |         |         | 3       |         |         |         |         |         |         |
| GPロシア杯           |         |         |         |         |         |         |         | 1       | 1       |
| GPNHK杯              |         |         | 3       | 3       | 3       |         |         |         |         |
| グッドウィルゲームズ |         |         |         |         |         | 1       |         |         |         |
| 世界ジュニア選手権   | 2       |         |         |         |         |         |         |         |         |